# Witte Huis (Moskou)

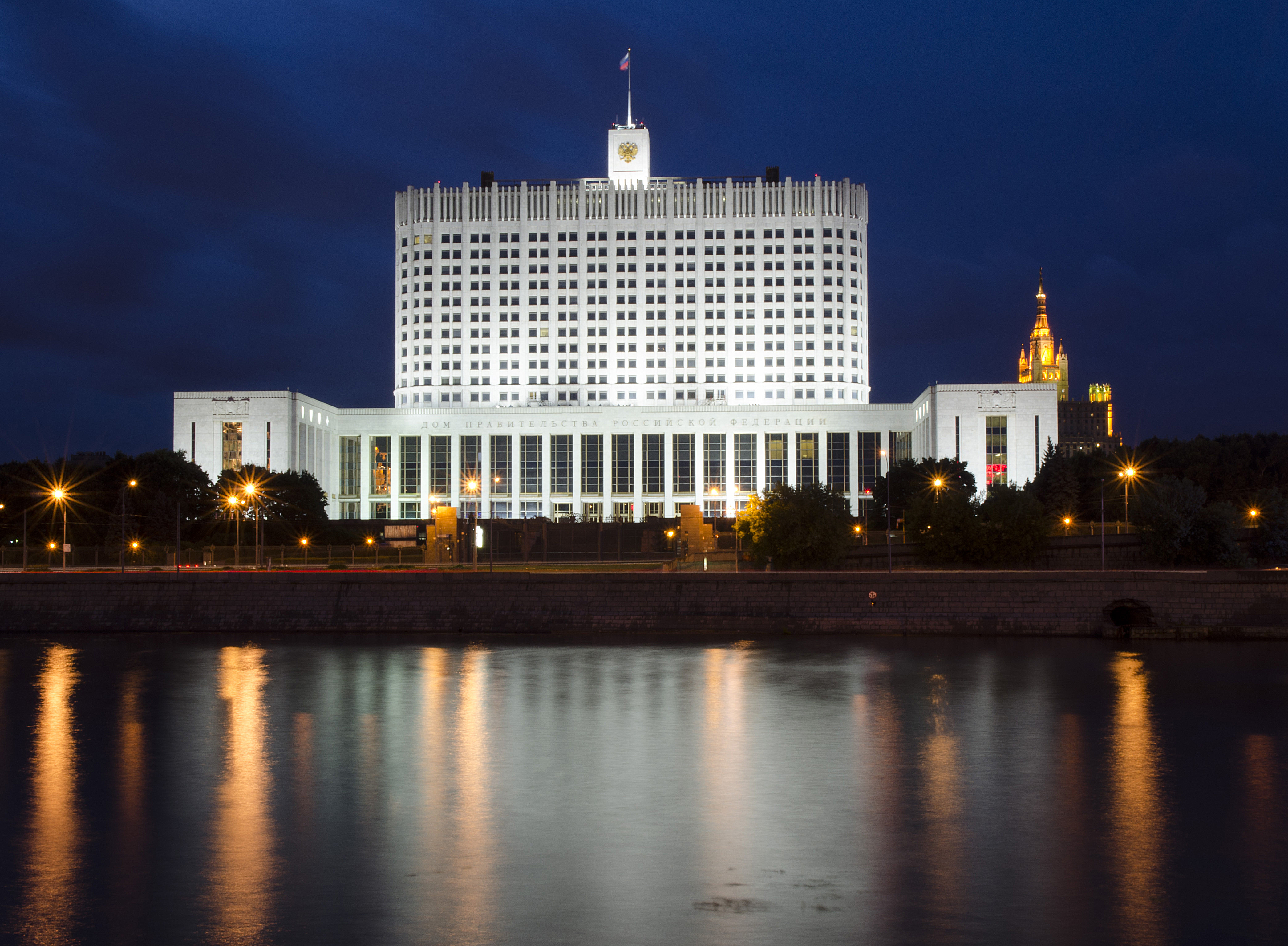
Witte Huis in 2013

Het Witte Huis van Rusland of Russische Witte Huis (Russisch: Белый дом; Bely dom, "Witte Huis") is een overheidsgebouw in Moskou waarin het Congres der Sovjets en de Opperste Sovjet zich bevonden ten tijde van de Sovjet-Unie. Het werd van 1965 tot 1979 gebouwd naar plannen van Dmitri Tsjetsjoelin en Pavel Sjteller.
Bij de staatsgreep van augustus 1991 probeerden hier conservatieve communistische hardliners uit de regering de macht over te nemen van de toenmalige Sovjetpresident Michail Gorbatsjov. Een poging tot bestorming van het Witte Huis door de staatsgreepplegers stuitte echter op groot verzet door de Moskovieten en mislukte.
Bij de Russische constitutionele crisis op 3 oktober 1993 leidde een opstand tot een belegering en artilleriebombardement op het gebouw, waardoor een grote brand ontstond.
Het daarop hervormde parlement werd verkozen in 1994 en nam de titel Staatsdoema (Государственная дума) aan (van Doema), maar verhuisde naar een ander gebouw bij het metrostation Ochotny rjad, in de buurt van het Kremlin, tussen de Manege en het Bolsjojtheater in Moskou.
In het Witte Huis van Rusland zetelt nu het Russisch kabinet (Pravitelstvo).